# Chiesa di San Michele Arcangelo (Sossano)
La chiesa di San Michele Arcangelo è la parrocchiale di Sossano, in provincia e diocesi di Vicenza; fa parte del vicariato di Noventa Vicentina-Riviera Berica.

## Storia

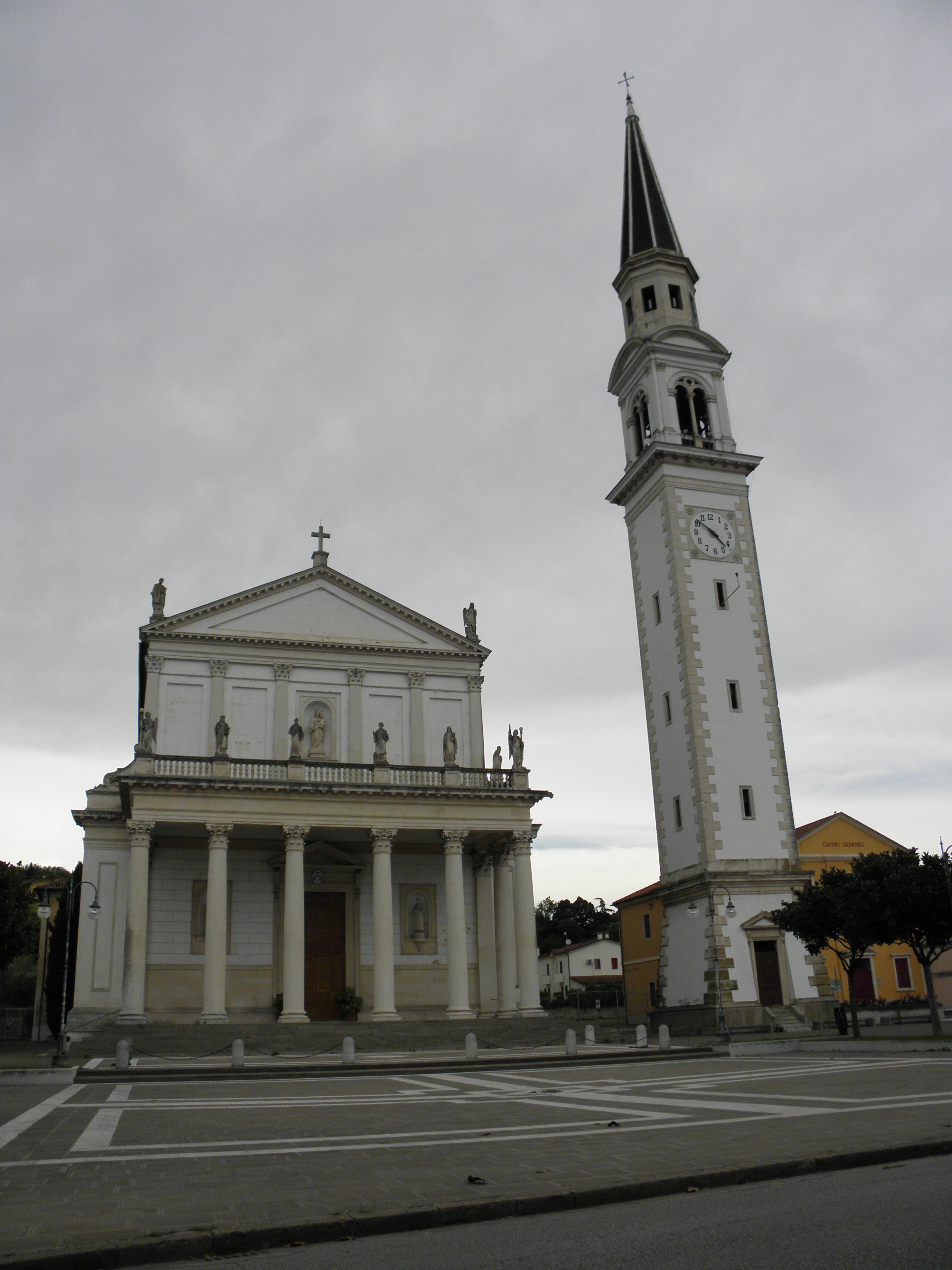
La chiesa con, accanto, il campanile

La prima chiesetta di Sossano era la cappella di Santa Giustina, costruita dai monaci benedettini; questa chiesetta era filiale della pieve di Santa Maria Assunta di Barbarano Vicentino.
Nel XI secolo sorse ad opera di san Teobaldo un eremo, successivamente diventato un ospedale dei Templari destinato ai pellegrini, per poi essere soppresso nel Basso Medioevo.
L'originaria chiesa di San Michele Arcangelo, posta sul colle, nacque probabilmente in epoca longobarda, vista l'intitolazione a quel santo molto caro proprio ai Longobardi; nelle Rationes decimarum stilate tra il 1297 e il 1303 si legge che tale chiesa era sede di una parrocchia.
Nel 1860 si decise di edificare una nuova chiesa in paese, dato che, tra l'altro, era crollato il tetto di quella sul colle; l'architetto Sebastiano Gazzetta fu incaricato di redigere il progetto dell'erigendo edificio.
La prima pietra dell'attuale parrocchiale venne posta nel luglio del 1874; i lavori furono ultimati nel gennaio del 1882.
Il campanile, alto 72,5 metri, fu iniziato nel 1915 su disegno di Gerardo Marchioro; la costruzione, interrotta durante la prima guerra mondiale, venne ripresa nel 1923 su progetto di Arrigo Rigoletti e Ferruccio Chemello e completata nel 1938. La facciata della chiesa fu realizzata nel 1946.

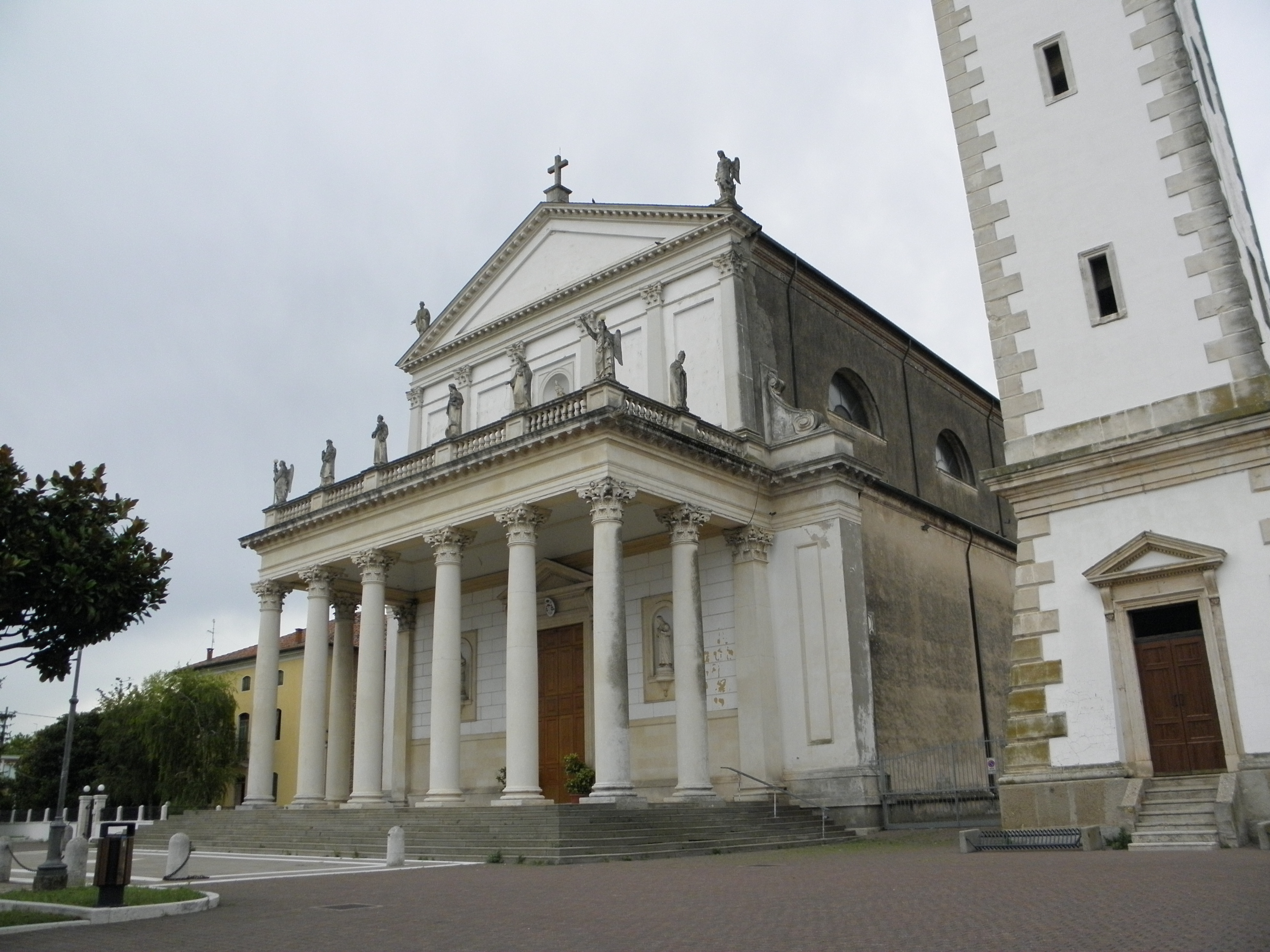
La chiesa vista da un'altra prospettiva

## Descrizione

### Esterno
La facciata è scandita da sei lesene corinzie che sorreggono il timpano, presenta due nicchie accanto al portale e una centrale sopra di esso, tutte e tre ospitanti statue, ed è anticipata dal portico, che presenta delle colonne di ordine corinzio.

### Interno
L'interno è ad un'unica navata sulla quale s'aprono sei cappelle laterali; l'aula termina con il presbiterio rialzato di tre gradini e a sua volta chiuso dall'abside.
Opere di pregio qui conservate sono il tabernacolo, realizzato da Giorgio Massari, il medaglione recante l'immagine di San Michele Arcangelo che calpesta il diavolo, in marmo di Carrara, e la raffigurazione di Cristo morto, scolpita da Niccolò da Venezia per festeggiare la fine della peste del 1428.